# Kaori Matsumoto
Kaori Matsumoto –en japonès, 松本 薫– (Kanazawa, 11 de setembre de 1987) és una esportista japonesa que competeix en judo.
Va participar en dos Jocs Olímpics d'Estiu, obtenint en total dues medalles, or a Londres 2012 i bronze a Rio de Janeiro 2016, ambdues en la categoria de –57 kg. Als Jocs Asiàtics de 2010 va aconseguir una medalla d'or.
Ha guanyat tres medalles al Campionat Mundial de Judo entre els anys 2010 i 2015, i una medalla al Campionat Asiàtic de Judo de 2008.

## Palmarès internacional
| Jocs Olímpics     | Jocs Olímpics             | Jocs Olímpics | Jocs Olímpics |
| Any               | Lloc                      | Medalla       | Categoria     |
| ----------------- | ------------------------- | ------------- | ------------- |
| 2012              | Londres ( Regne Unit)     | 1             | –57 kg        |
| 2016              | Rio de Janeiro ( Brasil)  | 3             | –57 kg        |
| Campionat Mundial |                           |               |               |
| Any               | Lloc                      | Medalla       | Categoria     |
| 2010              | Tòquio ( Japó)            | 1             | –57 kg        |
| 2011              | París ( França)           | 3             | –57 kg        |
| 2015              | Astanà ( Kazakhstan)      | 1             | –57 kg        |
| Jocs Asiàtics     |                           |               |               |
| Any               | Lloc                      | Medalla       | Categoria     |
| 2010              | Canton ( R.P. de la Xina) | 1             | –57 kg        |
| Campionat Asiàtic |                           |               |               |
| Any               | Lloc                      | Medalla       | Categoria     |
| 2008              | Jeju ( Corea del Sud)     | 1             | –57 kg        |